# 腰旗橄榄球

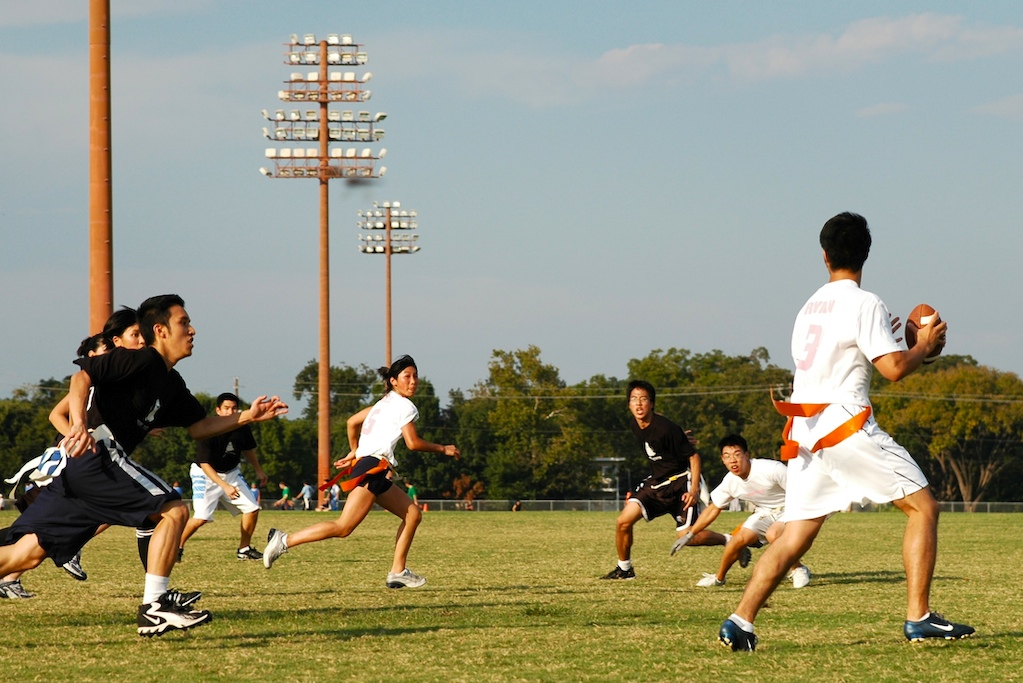
校内的男女混合的腰旗橄榄球比赛，赛地为得克萨斯大学奥斯汀分校

腰旗橄榄球（Flag football）又称作奪旗式橄榄球，是一种美式足球的简化玩法。其基本规则和美式足球职业联赛的规则类似，唯腰旗橄榄球中防守球员以摘走持球队员身上的旗子或布带来停止一轮进攻，而非美式足球中的冲撞。多数有组织的比赛中，球员会繫腰带。腰旗橄榄球是基于将美式足球中运动伤害降到最低的理念而诞生的。然而随着这项运动的发展，出现了允许身体冲撞的联赛，允许在特定区域内冲撞对方球员。 

## 规则
腰旗橄榄球的规则因地区而异，许多地区或团体制定了当地特有的规则。以下是比较重要的规则概览：
| 美国腰旗橄榄球联盟               | 美国腰旗橄榄球联盟 |
| -------------------------------- | --- |
| 场地要求                         | 场地长80码（73.15米），宽53 1/3码（约48.76米），两边各有10码（9.14米）宽的达阵区。受当地地质影响,场地大小可适当地调整。在两边的达阵区边沿的两侧竖有相距23尺4寸（约7.11米）的门柱，在离地10英尺（3.05米）的高度由一根横梁连接两门柱。场地四个顶点均竖有界标塔。并列争球及十码进攻的线由向下的箭头标志标注与赛场两侧。 |
| 比赛官员                         | 有四名比赛官员：主裁判（Referee）, 助力裁判（Umpire），边线裁判（Linesman），场地仲裁（Field Judge）。 |
| 用具                             | 正规男子比赛用球为NFL官方指定的Wilson牌男子用腰旗橄榄球；而女子比赛则使用Wilson牌的TDY青年联赛官方指定用球。球员需穿着运动衫，运动衫上的球员号码必须采用与运动衫底色反差较大的颜色。对阵双方的运动衫颜色也同样不能为近色。不能在运动衫内塞入填充。鞋后跟不能装置加固角，不能穿着钉鞋。两面旗帜（或带子）与腰带相连（不是打结），旗帜需3英寸（7.62厘米）宽，并且符合腰旗橄榄球协会的款式。                                                                                           |
| 球员                             | 每队八人。所有球员及替补上场的球员需穿着队服。在死球（Dead ball）状态下队伍可以随意进行换人，但刚上场的替补球员必须等至少一名本队其他球员被替换后才能下场。进攻前，八名进攻队员中的四名需位于并列争球的线（Scrimmage）上。所有进攻队员,包括前锋（Lineman），可以接传球（Pass）。 |
| 赛时                             | 比赛进行60分钟，分为四节，每节15分钟。第一第三节开始时需要开球（Kick Off）。第二第四节开始前两队需交换场地。比赛由一名携带计时器的比赛官员或场上的较为醒目的计时器计时。每一节结束后停止计时（此时如果比赛还在进行，则该节比赛会继续到死球（Dead ball）为止。除非触地得分（Touchdown）后或一方请求暂停时才停止计时。只有在第二节或第四节结束前两分钟，才会在得分（Score），不完全传球（Incomplete Pass）或活球（Live ball）出界时停止计时。在场上球员受伤或器材故障时也可停止计时。 |
| 死球（Dead ball）                | 死球指“摘旗”（Deflagging）发生后的状态。“摘旗”指带球队员身上的旗被摘下。下一档（Down）将发生于旗被摘的地方。 |
| “档”（Down）和距离               | 第一档（First Down）需在场上固定的二十码区间完成。在四档内推进此二十码才可以获得新的第一档（First Down）来继续推进。 |
| 阻挡（Blocking）                 | 只能用腰肩之间的身体来阻挡对手。二挡一的情况只允许发生在并列争球线（Scrimmage）后。只有在静止或后退时才可以张开手臂和手掌阻挡对手。不允许抓或抱（Hold）住对手。 |
| 得分（Scoring）                  | 持球触地得6分，射门（Field Goal）得3分，安全球（常指持球队员受到冲撞而将球丢失在本方达阵区，Safeties）得2分。对于持球触地后得分（达阵后的奖励分PAT, Point After Touchdown），一次成功的踢球（Kicking）或一次达阵区内完整的传球（A Completed Pass in the Endzone）可以得1分，持球跑入达阵区可以得2分。（Flag）的位置决定一次持球触地（Touchdown）是否得分，这与冲撞规则（Tackle Rules）中由球决定的性质不同，所以就算球过了线而旗未过，不算得分。                                    |
| 转换球权（Change of Possession） | 球权在一次持球触地后得分（PAT）的尝试，射门（Field Goal）的尝试，安全球（Safety），拦截传球（Intercept），踢悬空球（Punt）或四档后仍未抵达下一条第一档线（Next First Down Line）后转换。漏接球（Fumble）则判为活球，防守方可以将球放回漏球点重新获得球权。 |

## 变化（Variation）
首先这项运动没有一个官方的权威机构，所以该项运动有多种变化。九人制，八人制，七人制，四人制；是否允许踢球；有无持球触地后得分；球场的尺寸（NFL尺寸到NFL1/3的尺寸）。
一个很重要的不同点是，進攻第一線（Offense Linemen）是否可以接球（NFL中進攻第一線不可接球，幫忙其它進攻球員開路或擋防守員為主要功能）。腰旗橄榄球也分为可接触式（允许阻挡Blocking）和不可接触式。可接触式的比赛中往往不能用胸部来阻挡。
不可接触式（Non-Contact）腰旗橄榄球中不允许阻挡（Blocking）所以往往没有進攻第一線（Offense Linemen）的球員來擋防守球員，即使有也无法使用手来阻挡对手。球员不可阻挡持球者的路线，只可在不妨碍其路线的情况下摘下。进攻队员不可用手阻挡防守队员来组织对方摘旗。
而在可接触式（Contact）腰旗橄榄球球赛中以上限制将不复存在。前锋只能用胸部来阻挡对手，腰以下部位的阻挡和阻挡膝盖以下（Chop Block）是不允许的。防守者可以挡住进攻者的去路来摘走。
有组织的腰旗橄榄球联赛有以下几种制式：
九人制男子（可接触式）
八人制男子（可接触和不可接触式）
七人制男子（可接触和不可接触式）
六人制男子（可接触和不可接触式）
五人制男子（可接触和不可接触式）
四人制男子（可接触和不可接触式）
四人制男子“Air-It-Out/Let-It-Fly”式

## 竞技
每年在世界各地都会举行该运动的业余、国内和国际比赛。最高等級的比賽為国际腰旗橄榄球联盟赞助的腰旗橄榄球世界杯，参加的国家有美国，墨西哥等。  
而腰旗美式足球被列入2028年洛杉矶奥运会正式比賽項目，成為腰旗美式足球第一次進入奧運比賽項目。

### 世界杯歷屆男子冠军統計
| 国家     | 夺冠次数 |
| -------- | -------- |
| 美国     | 5        |
| 加拿大   | 1        |
| 墨西哥   | 1        |
| 圣克鲁斯 | 1        |
| 法国     | 1        |

### 世界杯歷屆女子冠军統計
| 国家   | 夺冠次数 |
| ------ | -------- |
| 墨西哥 | 6        |
| 加拿大 | 1        |
| 法国   | 1        |
| 美国   | 1        |

NFL也举办12-14岁的腰旗橄榄球青年联赛。该联赛在十个国家间举行，赛制为5人非接触式。NFL已经在多伦多、科龙、墨西哥、东京、温哥华和北京成功举办了腰旗橄榄球世界冠军赛。NFL还同样举办“Air It Out”比赛，让球迷有机会以巡回赛的形式与退役的NFL退役的职业球员过招。
腰旗橄榄球运动史上最高额的奖金（二万五千美元）在2006年2月由ZFOOTBALL颁发。